# Privina Glava
Privina Glava (en serbe cyrillique : Привина Глава) est un village de Serbie situé dans la province autonome de Voïvodine. Il fait partie de la municipalité de Šid dans le district de Syrmie (Srem). Au recensement de 2011, il comptait 186 habitants.
Privina Glava est une communauté locale, c'est-à-dire une subdivision administrative, de la municipalité de Šid. Le village est connu pour son monastère orthodoxe serbe dédié à saint Michel et saint Gabriel, un des 16 monastères de la Fruška gora.

## Géographie

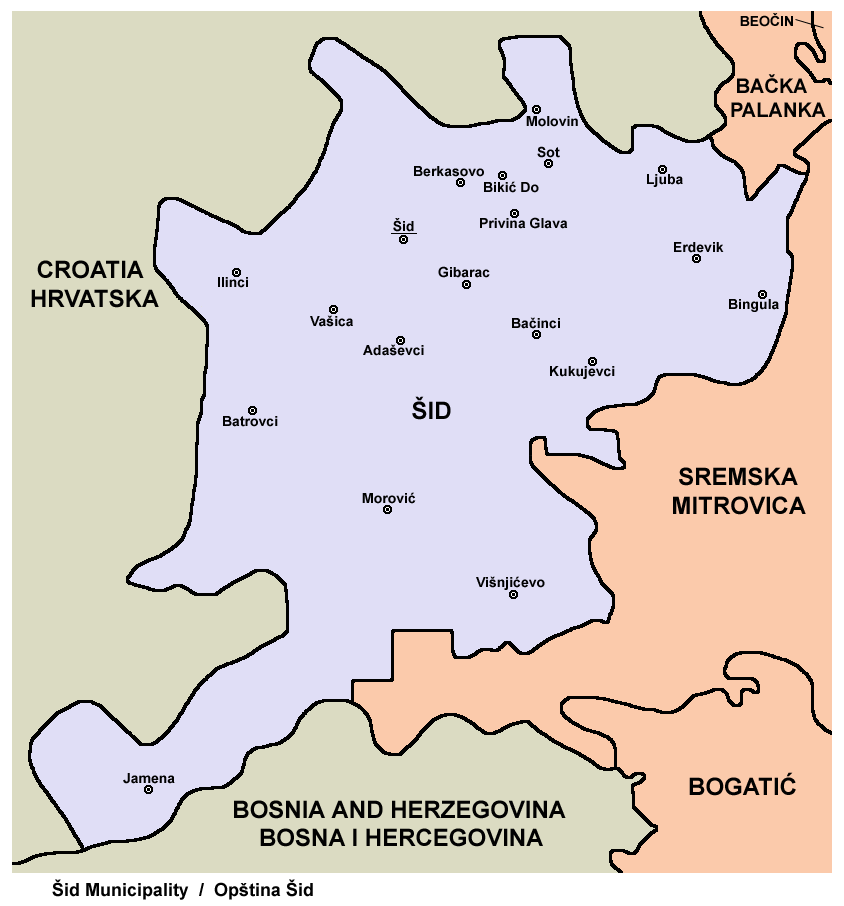
Localisation de Privina Glava dans la municipalité de Šid

Privina Glava se trouve dans la région de Syrmie, sur les pentes méridionales du massif de la Fruška gora. Il est l'un des plus petits villages de la municipalité de Šid.

## Histoire
Le village s'est développé à l'époque de la construction du monastère Saint-Michel et Saint-Gabriel, entre le XIIe et le XIVe siècle. Il constituait alors un prnjavor, un village rural habité par des serfs travaillant les terres monastiques.

## Démographie

### Évolution historique de la population
| 1948 | 1953 | 1961 | 1971 | 1981 | 1991 | 2002 | 2011 |
| ---- | ---- | ---- | ---- | ---- | ---- | ---- | ---- |
| 319  | 301  | 275  | 232  | 202  | 165  | 221  | 186  |

|  |

### Données de 2002
Pyramide des âges (2002)
En 2002, l'âge moyen de la population était de 43,4 ans pour les hommes et 45,4 ans pour les femmes.
Répartition de la population par nationalités (2002)
En 2002, les Serbes représentaient 90,9 % de la population ; le village abritait notamment des minorités ruthènes (3,1 %) et croates (1,8 %).

### Données de 2011
En 2011, l'âge moyen de la population était de 44,5 ans, 43,8 ans pour les hommes et 45,3 ans pour les femmes.

## Économie
Plus des trois quarts des habitants travaillent dans les domaines de l'agriculture et de l'élevage.

## Vie locale
Le village abrite une antenne de l'école maternelle Jelica Stanivuković Šilja de Šid qui accueille une dizaine d'enfants ; en revanche, il ne possède pas d'école primaire et les élèves sont scolarisés dans le village voisin de Bikić Do ou à Šid.
Le village possède une société de chasse appelée Zec.

## Tourisme
Selon la tradition, le monastère de Privina Glava, dédié à saint Michel et à saint Gabriel, aurait été fondé au XIIIe siècle par un certain Priva ; en revanche, il est mentionné pour la première dans un defter (recensement) ottoman en 1566-1567 ; en raison de son importance, il est inscrit sur la liste des monuments culturels d'importance exceptionnelle de la République de Serbie. Le lieu attire de nombreux visiteurs, notamment au moment des grandes fêtes religieuses.

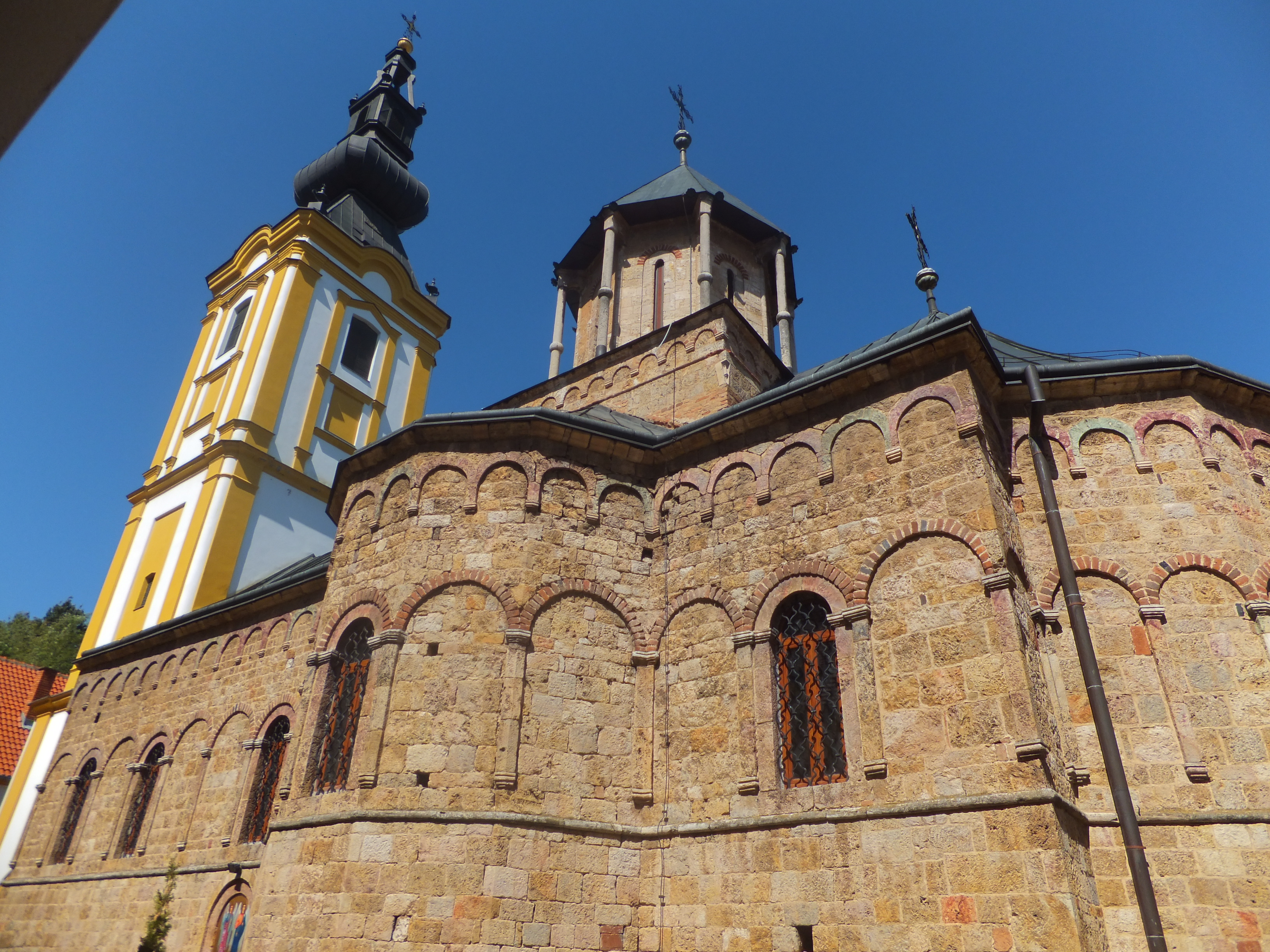
L'église du monastère de Privina Glava